# Шелби
Шелби (на английски: Shelby) е град в окръг Тул, щата Монтана, САЩ. Шелби е с население от 519 жители (2000) и обща площ от 8,5 km². Намира се на 1005 m надморска височина. ЗИП кодът му е 59474, а телефонният му код е 406.